# 圣弗拉基米尔主教座堂 (巴黎)

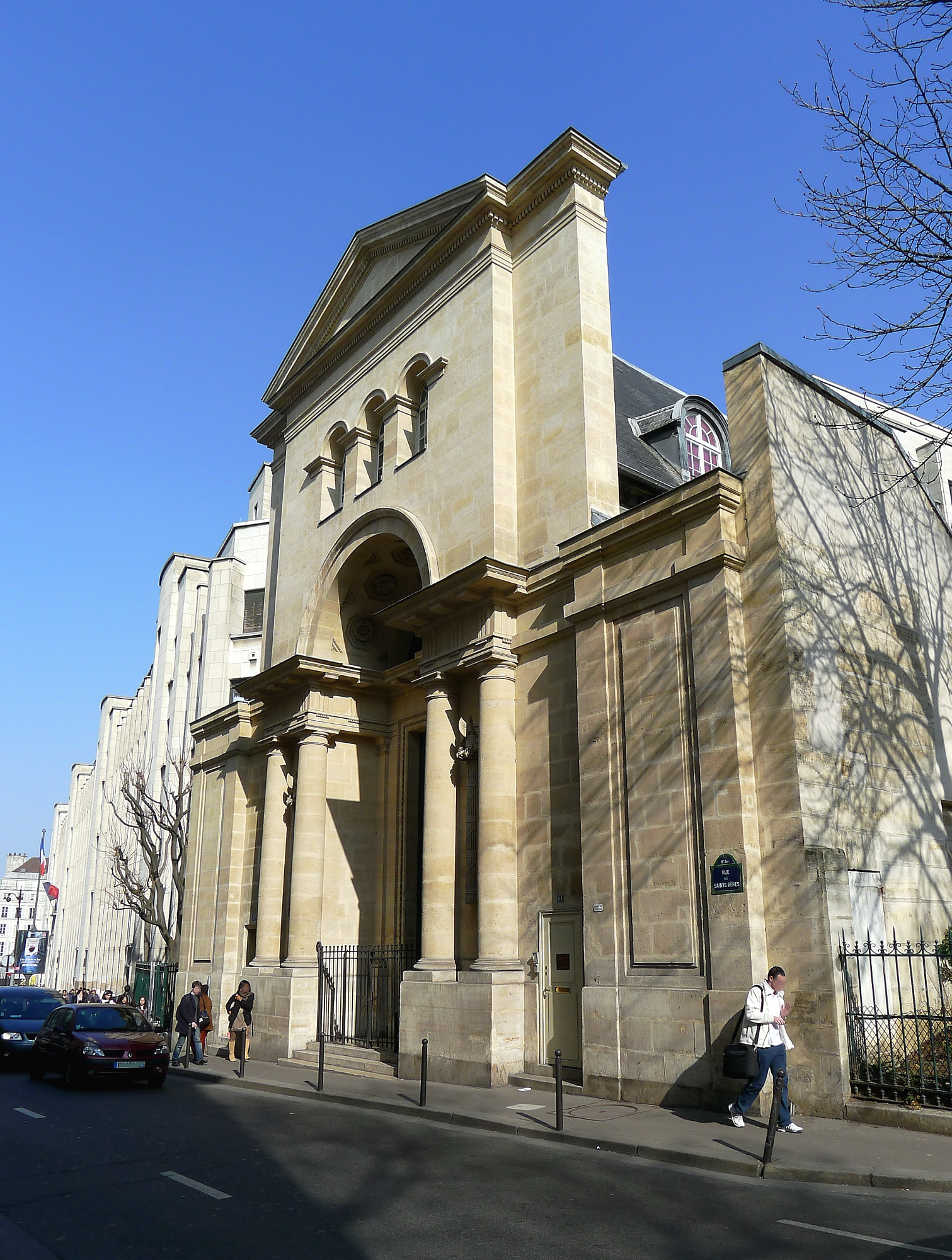

乌克兰希腊礼天主教圣沃洛德米尔主教座堂 (法語：Cathédrale Saint-Volodymyr-le-Grand）位于法国巴黎第六区，是乌克兰希腊礼天主教巴黎圣大符拉基米爾教區的主教座堂。现任主教为Borys Gudziak（2012-）。